# Monterrey Open 2013
Monterrey Open 2013 — жіночий тенісний турнір, що проходив на відкритих кортах з твердим покриттям. Це був 5-й турнір Monterrey Open. Належав до категорії International в рамках Туру WTA 2013. Відбувся в Sierra Madre Tennis Club в Монтерреї (Мексика) з 1 до 7 квітня.

## Учасниці основної сітки в одиночному розряді

### Сіяні учасниці
| Країна    | Гравчиня               | Рейтинг* | Сіяна |
| --------- | ---------------------- | -------- | ----- |
| Німеччина | Анджелік Кербер        | 6        | 1     |
| Франція   | Маріон Бартолі         | 11       | 2     |
| Росія     | Марія Кириленко        | 13       | 3     |
| Сербія    | Ана Іванович           | 17       | 4     |
| Росія     | Анастасія Павлюченкова | 25       | 5     |
| Бельгія   | Яніна Вікмаєр          | 31       | 6     |
| Польща    | Уршуля Радванська      | 33       | 7     |
| Японія    | Моріта Аюмі            | 50       | 8     |

- Рейтинг подано станом на 18 березня 2013.[2][3]

### Інші учасниці
Нижче наведено учасниць, які отримали вайлд-кард на участь в основній сітці:
- Хімена Ермосо[4]
- Ана Іванович
- Ана Софія Санчес

Нижче наведено гравчинь, які пробились в основну сітку через стадію кваліфікації:
- Йована Якшич
- Саманта Кроуфорд
- Алла Кудрявцева
- Тереза Мрдежа

### Відмовились від участі
Перед початком турніру
- Вікторія Азаренко (травма правого гомілковостопного суглоба)
- Кірстен Фліпкенс
- Бояна Йовановські
- Анастасія Севастова
- Александра Возняк (травма плеча)
- Віра Звонарьова (травма плеча)

### Знялись
Під час турніру
- Кіміко Дате (травма поперекового відділу хребта)
- Ольга Пучкова (респіраторне захворювання)

## Учасниці основної сітки в парному розряді

### Сіяні
| Країна   | Гравчиня        | Країна  | Гравчиня           | Рейтинг1 | Сіяна |
| -------- | --------------- | ------- | ------------------ | -------- | ----- |
| Угорщина | Тімеа Бабош     | Японія  | Кіміко Дате        | 118      | 1     |
| Росія    | Ніна Братчикова | Росія   | Віра Душевіна      | 118      | 2     |
| Чехія    | Ева Бірнерова   | Таїланд | Тамарін Танасугарн | 149      | 3     |
| Ізраїль  | Юлія Глушко     | Франція | Лаура Торп         | 229      | 4     |

- Рейтинг are станом на 18 березня 2013.

### Інші учасниці
Нижче наведено пари, які отримали вайлдкард на участь в основній сітці:
- Дарія Гаврилова /  Марсела Сакаріас
- Хімена Ермосо /  Ана Софія Санчес

### Відмовились від участі
Під час турніру
- Коко Вандевей (хвороба шлунково-кишкового тракту)

## Переможниці та фіналістки

### Одиночний розряд
- Анастасія Павлюченкова —  Анджелік Кербер, 4–6, 6–2, 6–4

### Парний розряд
- Тімеа Бабош /  Кіміко Дате —  Ева Бірнерова /  Тамарін Танасугарн, 6–1, 6–4